# Divisió de Maxwell
La divisió de Maxwell és un espai d'uns 200 km de llarg situat a l'interior de l'anell C del planeta Saturn que comença a 87.500 km del centre de Saturn i finalitza als 87.770 
km. A les imatges que ha proporcionat la sonda Cassini s'ha descobert a l'interior 
d'aquesta divisió un anell estret, difús i més brillant.